# 日本児童文芸家協会賞
日本児童文芸家協会賞（にほんじどうぶんげいかきょうかいしょう）は、一般社団法人日本児童文芸家協会が、1年間に出版された協会会員の作品の中から、最優秀と認めた著作に与えるものである。ほかに会員外も含めた新人を対象とした児童文芸新人賞がある。

## 受賞作一覧

### 第1回 - 第10回
| 回     | 年     | 作品                                         | 作者           |
| ------ | ------ | -------------------------------------------- | -------------- |
| 第1回  | 1976年 | ねこの名はヘイ                               | 宮脇紀雄       |
| 第2回  | 1977年 | 流れのほとり                                 | 神沢利子       |
| 第3回  | 1978年 | 大地の園（4部作）                            | 打木村治       |
| 第4回  | 1979年 | 詩集・小さな愛のうた                         | 野長瀬正夫     |
| 第5回  | 1980年 | 光と風と雲と樹と                             | 今西祐行       |
| 第5回  | 1980年 | とうすけさん笛をふいて！                     | 香山彬子       |
| 第6回  | 1981年 | 風にゆれる雑草                               | おのちゅうこう |
| 第6回  | 1981年 | 大正の「日本少年」と「少女のとも」（特別賞） | 渋沢青花       |
| 第7回  | 1982年 | 帰ってきた鼻まがり                           | 森一歩         |
| 第8回  | 1984年 | ツグミたちの荒野                             | 遠藤公男       |
| 第9回  | 1985年 | だぶだぶだいすき                             | 上崎美恵子     |
| 第10回 | 1986年 | 該当作なし                                   | 該当作なし     |

### 第11回 - 第20回
| 回     | 年     | 作品                                                       | 作者       |
| ------ | ------ | ---------------------------------------------------------- | ---------- |
| 第11回 | 1987年 | さようなら葉っぱこ                                         | 瀬尾七重   |
| 第12回 | 1988年 | 津軽の山歌物語                                             | 鈴木喜代春 |
| 第13回 | 1989年 | 「かかみ野の土」「かかみ野の空」                           | 赤座憲久   |
| 第14回 | 1990年 | 「ふしぎなかぎばあさん」シリーズ                           | 手島悠介   |
| 第15回 | 1991年 | 「マンモス少年ヤム」「ローランの王女」「オオカミ王ぎん星」 | 高橋宏幸   |
| 第16回 | 1992年 | 該当作なし                                                 | 該当作なし |
| 第17回 | 1993年 | 沖縄の心を染める                                           | 藤崎康夫   |
| 第18回 | 1994年 | なぞのイースター島                                         | 大原興三郎 |
| 第19回 | 1995年 | 天の太鼓                                                   | 川村たかし |
| 第20回 | 1996年 | またね                                                     | 大谷美和子 |
| 第20回 | 1996年 | 英米児童文学の翻訳紹介等に対して（特別賞）                 | 岡本浜江   |

### 第21回 - 第30回
| 回     | 年     | 作品                                                                               | 作者       |
| ------ | ------ | ---------------------------------------------------------------------------------- | ---------- |
| 第21回 | 1997年 | 水に棲む猫                                                                         | 天沼春樹   |
| 第22回 | 1998年 | 花・ねこ・子犬・しゃぼん玉                                                         | 岡信子     |
| 第23回 | 1999年 | すっとこどっこい                                                                   | 吉田比砂子 |
| 第24回 | 2000年 | 光っちょるぜよ！ぼくら                                                             | 横山充男   |
| 第25回 | 2001年 | 該当作なし                                                                         | 該当作なし |
| 第25回 | 2001年 | 翻訳書200冊刊行等の業績に対して（特別賞）                                          | 久米みのる |
| 第26回 | 2002年 | 不思議の風ふく島                                                                   | 竹内もと代 |
| 第26回 | 2002年 | 「さよなら友だち」をはじめとする200冊以上の著作に対して（特別賞）                  | 浜野卓也   |
| 第27回 | 2003年 | まぼろしの忍者                                                                     | 広瀬寿子   |
| 第27回 | 2003年 | 失明後の多くの驚異的文筆活動を高く評価して（特別賞）                               | エムナマエ |
| 第28回 | 2004年 | カンボジアに心の井戸を                                                             | 井上こみち |
| 第28回 | 2004年 | 「しっぽのクレヨン」他・三部作                                                     | こやま峰子 |
| 第28回 | 2004年 | 「クジャク砦からの歌声」を含む、これまでの多くのすぐれた創作実績に対して（特別賞） | 北村けんじ |
| 第29回 | 2005年 | あした、出会った少年                                                               | 越水利江子 |
| 第30回 | 2006年 | ドーム郡シリーズ３ 真実の種、うその種                                              | 芝田勝茂   |

### 第31回 - 第40回
| 回     | 年     | 作品                               | 作者       |
| ------ | ------ | ---------------------------------- | ---------- |
| 第31回 | 2007年 | レネット 金色の林檎                | 名木田恵子 |
| 第32回 | 2008年 | 該当作なし                         | 該当作なし |
| 第33回 | 2009年 | 彼岸花はきつねのかんざし           | 朽木祥     |
| 第34回 | 2010年 | 該当作なし                         | 該当作なし |
| 第34回 | 2010年 | 動物ふしぎ発見（全５巻）（特別賞） | 山本省三   |
| 第35回 | 2011年 | おじいちゃんが、わすれても…        | 大塚篤子   |
| 第36回 | 2012年 | 該当作なし                         | 該当作なし |
| 第37回 | 2013年 | 世界の果ての魔女学校               | 石崎洋司   |
| 第38回 | 2014年 | 該当作なし                         | 該当作なし |
| 第39回 | 2015年 | 空へ                               | いとうみく |
| 第40回 | 2016年 | ひかりあつめて                     | 杉本深由起 |

### 第41回 - 第50回
| 回     | 年     | 作品                                                                                           | 作者             |
| ------ | ------ | ---------------------------------------------------------------------------------------------- | ---------------- |
| 第41回 | 2017年 | 該当作なし                                                                                     | 該当作なし       |
| 第42回 | 2018年 | オオカミのお札（１）〜（３）                                                                   | おおぎやなぎちか |
| 第43回 | 2019年 | マレスケの虹                                                                                   | 森川成美         |
| 第44回 | 2020年 | 蝶の羽ばたき、その先へ                                                                         | 森埜こみち       |
| 第45回 | 2021年 | 「恋ポテ」シリーズ                                                                             | 神戸遥真         |
| 第45回 | 2021年 | 雷のあとに                                                                                     | 中山聖子         |
| 第45回 | 2021年 | 「はじめての行事えほん」シリーズ（特別賞）                                                     | すとうあさえ     |
| 第46回 | 2022年 | 聞かせて、おじいちゃん 原爆の語り部・森政忠雄さんの決意                                        | 横田明子         |
| 第47回 | 2023年 | スクラッチ                                                                                     | 歌代朔           |
| 第48回 | 2024年 | 「セントエルモの光 久閑野高校天文部の、春と夏」「アンドロメダの涙 久閑野高校天文部の、秋と冬」 | 天川栄人         |
| 第49回 | 2025年 | 該当作なし                                                                                     | 該当作なし       |